# 広島市立彩が丘小学校
広島市立彩が丘小学校（ひろしましりつあやがおかしょうがっこう）は広島県広島市佐伯区河内南二丁目にある公立小学校。

## 概要
広島市佐伯区に造成されたニュータウン、彩が丘団地に位置する小学校。児童数は304名（2012年4月現在）。通称彩が丘小。

## 沿革

### 経緯
彩が丘団地の開発による人口増加から、広島市立河内小学校より分離開校の形で設置された。

### 年表
- 1994年（平成6年）4月1日 - 河内小学校より分離開校
  - 9月 - 固定遊具・アスレチックの設置
  - 10月 - 校章制定
- 1995年（平成7年）3月 - 校歌制定
- 2007年（平成19年）4月 - 2学期制導入、情緒特別支援学級設置

## 学校行事
| - 4月 - 前期始業式、入学式 - 5月 - 遠足、春季運動会 - 6月 - 修学旅行（6年生） | - 7月 - 野外活動（5年生）、三和中学校との交流学習 - 8月 - 平和の集い（登校日） - 9月 | - 10月 - 前期終業式、後期始業式 - 11月 - 12月 | - 1月 - 2月 - 3月 - 卒業式、修了式 |

## クラブ活動
- 合唱クラブ - NHK全国学校音楽コンクール・広島県コンクールにて4年連続受賞している。金賞を受賞した第77回大会では中国ブロック大会にも出場し、銅賞を受賞している。[2]
  - 第75回大会（2008年度） - 銅賞
  - 第76回大会（2009年度） - 銅賞
  - 第77回大会（2010年度） - 金賞
  - 第78回大会（2011年度） - 銀賞

## 校区
- 広島市立三和中学校の校区[3]
  - 河内南一丁目、河内南二丁目

## アクセス
- 西日本旅客鉄道 山陽本線 五日市駅下車
- 広島電鉄宮島線 楽々園駅下車
- 広電バス、彩が丘団地線「彩が丘北」停留所より徒歩3分。

## 著名な出身者
- 有原航平（プロ野球選手）